# Josy Kraus
Josy Kraus (* 11. Dezember 1908 in Grevenmacher; † 8. Dezember 2001 in Bettemburg) war ein luxemburgischer Radsportler.
Er begann seine Laufbahn beim Verein VS Dommeldange. Josy Kraus war Profi-Radsportler von 1933 bis 1950. In diesen Jahren wurde er siebenmal Luxemburger Meister, dreimal bei den Luxemburgischen Cyclocross-Meisterschaften (als Unabhängiger) und viermal im Straßenrennen der Unabhängigen. 1932 gewann er Rund um Köln. Bei den UCI-Straßen-Weltmeisterschaften 1934 in Leipzig belegte er den siebten Platz im Rennen der Profis, nachdem er bei der WM im Jahr zuvor Elfter geworden war. Einzigartig in der Geschichte des Luxemburger Radsportes war seine Siegesserie bei Querfeldeinrennen in der Saison 1929/1930. Er gewann alle vom Luxemburger Verband organisierten Rennen.
Schon vor dem Zweiten Weltkrieg begann Kraus auch erfolgreich, Steher- und Dernyrennen zu fahren. 1938 startete er als Steher bei den Bahnweltmeisterschaften in Amsterdam. Der Schrittmacher Felicien Van Ingelghem verursachte jedoch einen schweren Sturz, bei dem er selbst sowie der Belgier August Meuleman und Kraus schwer verletzt wurden.
1935 und 1936 startete Kraus auch bei der Tour de France, gab jedoch beide Mal früh auf (jeweils auf der 6. Etappe der Rundfahrt). 1946 beendete er seine Laufbahn.

## Berufliches
Kraus eröffnete ein Taxiunternehmen nach dem Ende seiner aktiven Laufbahn als Radsportler.